# Mabel institutrice

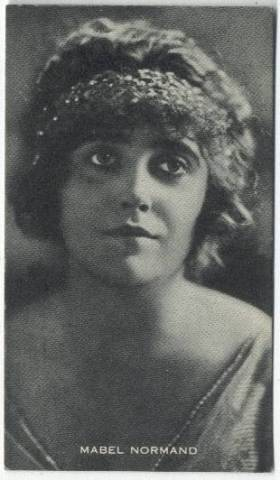
Mabel Normand vers 1915

Mabel institutrice (The Little Teacher) est un film américain produit par Mack Sennett et sorti en 1915.

## Synopsis
Une institutrice arrive dans une nouvelle école. Deux élèves lui font une série de farces. Son fiancé Owen arrive et corrige les farceurs.

## Fiche technique
- Titre original : The Little Teacher
- Titre alternatif :  A Small Town Bully
- Réalisation : Roscoe Arbuckle ou Mack Sennett selon certaines sources
- Producteur : 	Mack Sennett
- Société de production : The Keystone Film Company
- Durée : 2 bobines[2]
- Date de sortie :
  - États-Unis : 21 juin 1915

## Distribution
- Mabel Normand : l'institutrice
- Roscoe 'Fatty' Arbuckle
- Mack Sennett
- Bobby Dunn
- Owen Moore
- Frank Hayes (non crédité)